# Tivoli Gardens (Giamaica)
Tivoli Gardens è un quartiere di Kingston, capitale della Giamaica; è un quartiere povero che si trova nella parte occidentale della città.
È stato così chiamato in riferimento alla città di Tivoli, in Italia, famosa in particolare per i giardini di Villa d'Este.

## Storia
Tivoli Gardens è stato costruito tra il 1963 e il 1965 a seguito della ristrutturazione della zona nota come Back-O-Wall.
Questa zona è famosa per la sua estrema violenza e la criminalità legata a varie forme di traffici (droga, armi) che ha condotto la polizia e l'esercito a intervenire più volte contro i clan armati (nel maggio 1997, nel luglio 2001 e nel 2010).
Un monumento intitolato Lest We Forget, formato una croce nera su cui sono segnati i nomi delle 31 vittime (27 del 1997 e 4 del 2001), è stato eretto all'incrocio di Darling Street e Spanish Town Road.